# Dan Peter Sundland

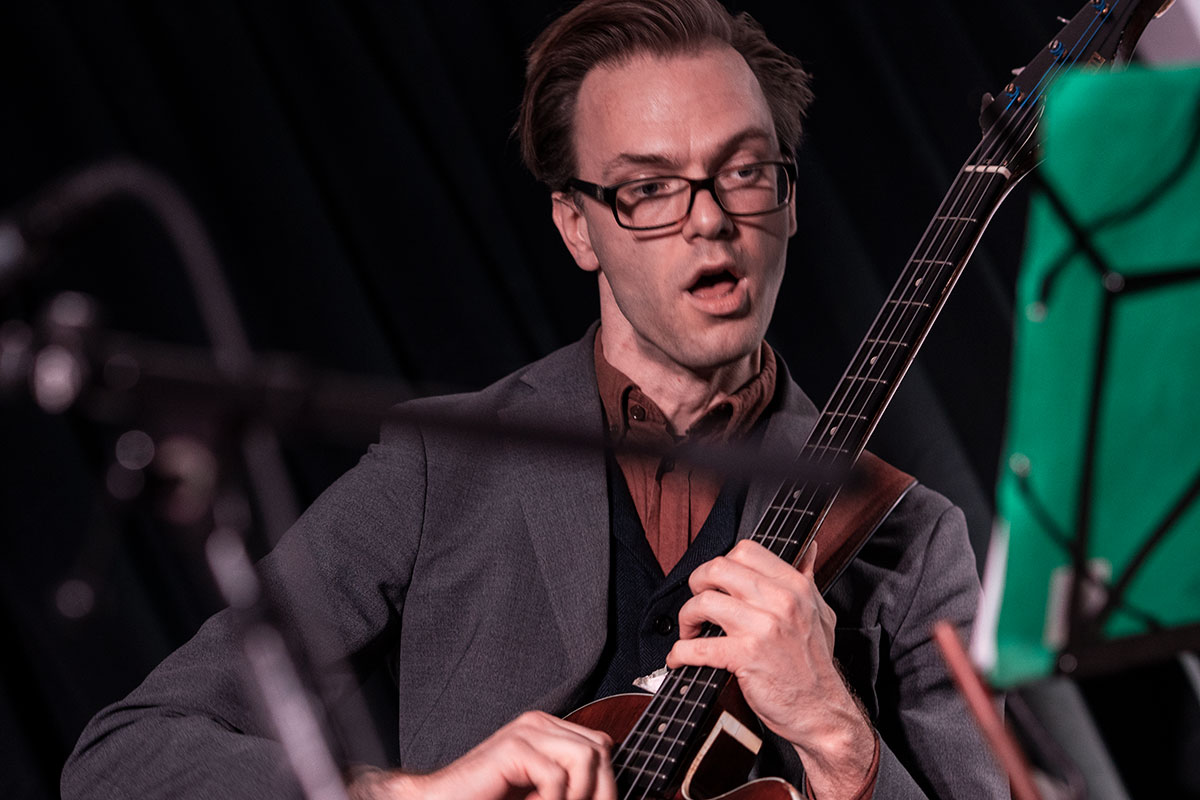
Dan Peter Sundland (2022)

Dan Peter Sundland (* 15. Juli 1986 in Oslo) ist ein norwegischer Musiker (E-Bass, Komposition) des Modern Jazz und der Improvisationsmusik.

## Leben und Wirken

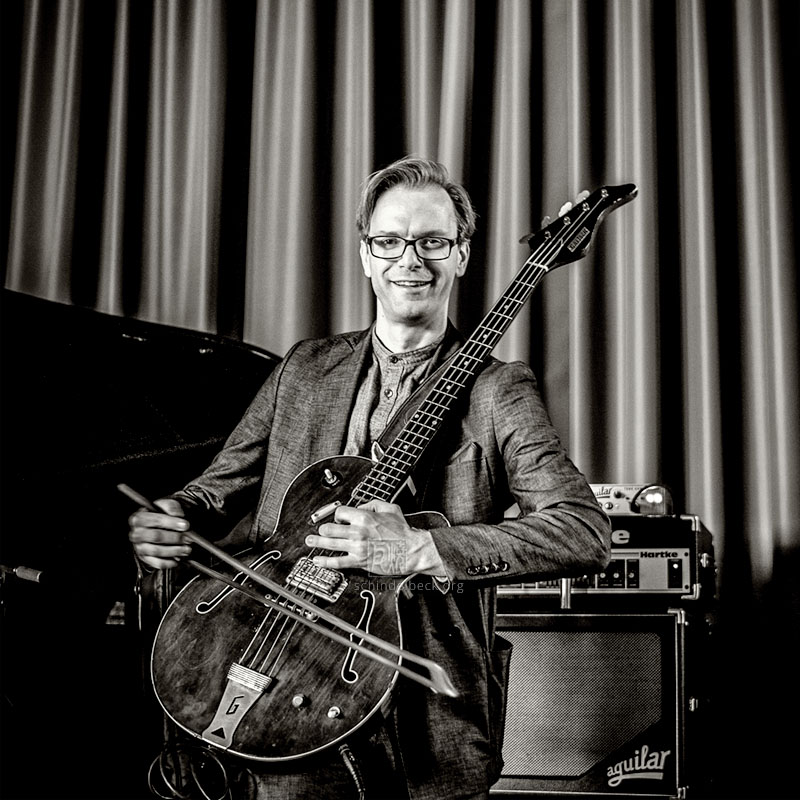
Dan Peter Sundland beim Freejazz Festival Saarbrücken 2022

Dan Peter Sundland wuchs in einem Dorf außerhalb von Trondheim namens Børsa auf. Mit 14 Jahren begann er Bass zu spielen und studierte bei den Bassisten Andreas Bergsland und Mattis Kleppen. 2004 bis 2006 war er Mitglied der Midt-Norsk Ungdomsstorband (Mittelnorwegische Jugend-Bigband), 2009 bis 2010 spielte er in der Bigband S. Møller. Von 2005 bis 2006 besuchte er die Jazzabteilung des Sund Folk College und erwarb 2010 einen Bachelor-Abschluss in Jazz an der Jazzabteilung des Musikinstituts der Universität Trondheim; Unterricht hatte er bei Bjørn Alterhaug, Mattis Kleppen, Ole Morten Vågan, Mats Eilertsen, Michael F. Duch und Tor Haugerud. Während des Studiums gehörte er dem Trondheim Improvisation Orchestra (2009–10) an.
2012 erhielt er den Geir Digernes Gedächtnispreis, 2013 den Jazzpreis der Sparebank. 2017 wurde er mit dem Album Orange Blossom des Clara Haberkamp Trio zum Newcomer beim ECHO Jazz nominiert. Im Laufe seiner Karriere arbeitete er u. a. mit Liz Kosack, Jim Black, John Hollenbeck, Axel Dörner, Tobias Delius, Hans Hulbækmo, Hanna Paulsberg, Eirik Hegdal, John Pål Inderberg, Cansu Tanrıkulu und Tor Haugerud. Sundland, der in der Jazz- und Improvisationsszene in Norwegen und Berlin aktiv ist, arbeitete außerdem kompositorisch für sein elfköpfiges Ensemble Elevenette (gleichnamiges Album 2013), das in Berlin ansässige Improvisationsquartett Home Stretch, des Weiteren als Sideman in Clara Haberkamps Klaviertrio, in Lina Allemanos Ohrenschmaus (Rats and Mice, 2020, und Flip Side, 2024) und in Arne Torviks Fusion-Band Northwestern Sounds. Sundland lebt in Berlin.

## Diskographische Hinweise
- Elevenette (Øra Fonogram, 2013), mit Torstein Lavik Larsen, Henrik Munkeby Nørstebø, Emilie Nicolas Kongshavn, Erik Lefsaker, Nils Marius Kjøsnes, Martin Myhre Olsen, Hanna Paulsberg, Ola Lindseth, Tabita Berglund, Hans Hulbækmo[1]
- Live at Landmark (2016), mit Liz Kosack
- Dan Peter Sundland's Home Stretch (2016), mit Philipp Gropper, Antonis Anissegos, Steve Heather
- Orter Eparg (2016), mit Kjetil Jerve, Liz Kosack, Andreas Wildhagen[2]
- Dan Peter Sundland, Fabian Jung, Beat Keller: Ed Wouldn’t (2020)
- Liz Kosack, Dan Peter Sundland & Steve Heather: Four Star Y (2024)